# لهجة جبلية
اللهجة الجبلية هي إحدى اللهجات المغربية التي تعود إلى الفترة ماقبل الهلالية، الممتدة حوالي 200 سنة من بداية الفتح الإسلامي وحتى وصول قبائل بني هلال والمتحدثة بشكل رئيسي في شمال المغرب. حافظت هذه اللهجة على خصائصها القديمة التي كان يتحدث بها أوائل المستوطنين العرب للمغرب ويمكن اعتبرها إحدى أقدم اللهجات العربية في شمال أفريقيا.
برغم من عزلة سكان الجبال عن من حولهم فالقد تأثرت اللهجة الجبلية بشكل كبير باللغة الأمازيغية من ناحية نحوية. أيضا تشكل قرابة 40% كلمات أو جمل عربية. لكنها لا تخضع لقواعد اللغة العربية الفصحى كما هو معروف بالنسبة لجميع اللهجات فمثلا عندما يقول شخص في وقت؟ فأنه يعني (في أي وقت؟). إضافة إلى ذلك عادة ما تعني الكثير من العبارات معاني مغايرة إلى المعنى الأصلي فمثلا يقصد بمعنى كلمة (ماسوقيشي) بأنه لا يعنيني أو لا يهمني والتي تتضمن كلمة (سوق) و(ما) للنفي و(شي) لتأكيد النفي.
أدت هجرة الموريون (سكان شمال إفريقيا في الأندلس) إلى تأثر اللهجة الجبلية المستمر باللغة العربية والذي بدوره أنتج لهجة غنية خليطة ما بين اللهجة الأندلسية والعربية. إضافة إلى ذلك تأثرت اللهجة بشكل كبير بالإسبانية نتيجة الاستعمار الإسباني لشمال المغرب وتتضمن اللهجة الجبلية عدة لكنات والتي يفهمها الجميع.

## النطق
تعد اللهجة الجبلية مجموعة من اللهجات المتقاربة، حيث يمكن تقسيمها أفقيا وعموديا. وتختلف اللهجة من منطقة إلى أخرى حيث من الراجح أن تتواجد بين لهجاتها اختلافات في تسمية بعض المفردات أو في نطق بعض الحروف.
فالقاعدة الأكثر شيوعا هي نطق الجيم مع القلقلة كما يتلى القران الكريم بنفس الشكل الموجود في صعيد مصر، في حين ينطق باقي المغاربة حرف الجيم بشكل مخفف، كما تنطق أغلب الكلمات مع إلحاق الشدة في بادئ الكلام على الحرف الأول وتحول هذه القاعدة في المناطق القريبة من السواحل المجاورة لإسبانيا حرف الباء إلى لفظة (پ). ففي أغلب مناطق جبالة ينطق حرفي الظاء والضاد = طاءً؛ وتشذ عن هذه القاعدة مناطق قليلة كغرب إقليم تاونات وجنوب إقليم تازة.
وبخلاف باقي المغاربة ينطق الجبليون القاف قافاً بينما في بعض المناطق تنطق ألفا وفي مناطق أخرى كافا رقيقة في المقابل ينطقها أغلب المغاربة بلفظة (گ) بينما يستعمل الجبليون في بعض الأحيان نفس اللفظة (گ) لنطق الجيم أحيانا كما يفعل المصريون. وتنتشر في أغلب المناطق، خاصة في المدن قاعدة نطق الراء بشكل يقربها من حرفي الغين أو الواو؛ بينما غالبا ما تنطق التاء في المناطق شديدة الارتفاع تز حيث يضاف حرف الزاي المهمل إليها وهذه القاعدة اللغوية منتشرة بشكل كبير شمال غرب إسبانيا و عند الشعوب السلافية،